# Spelaeornis
Spelaeornis – rodzaj ptaków z rodziny tymaliowatych (Timaliidae).

## Występowanie
Rodzaj obejmuje gatunki występujące w Azji.

## Morfologia
Długość ciała 9–12 cm, masa ciała 10–15 g.

## Systematyka

### Etymologia
Greckie σπηλαιον spēlaion – „jaskinia”; ορνις ornis, ορνιθος ornithos – „ptak”.

### Podział systematyczny
Do rodzaju należą następujące gatunki:
- Spelaeornis caudatus (Blyth, 1845) – tymalek rdzawogardły
- Spelaeornis badeigularis Ripley, 1948 – tymalek asamski
- Spelaeornis troglodytoides (J. Verreaux, 1871) – tymalek strzyżykowaty
- Spelaeornis chocolatinus (Godwin-Austen & Walden, 1875) – tymalek ogoniasty
- Spelaeornis oatesi (Rippon, 1904) – tymalek czarnoplamy – takson wyodrębniony ostatnio z S. chocolatinus[7][8][9]
- Spelaeornis reptatus (Bingham, 1903) – tymalek białoplamy – takson wyodrębniony ostatnio z S. chocolatinus[7][8][10]
- Spelaeornis kinneari Delacour & Jabouille, 1930 – tymalek jasnogardły – takson wyodrębniony ostatnio z S. chocolatinus[7][8][9]
- Spelaeornis longicaudatus (F. Moore, 1854) – tymalek szarouchy